# Sombere mollisia
De sombere mollisia (Mollisia caespiticia) is een schimmel behorend tot de familie Mollisiaceae. Hij leeft saprotroof op hout (vooral wilg). De soort heeft apothecia die in groepen voorkomen en door de bast heen breken. 

## Kenmerken
De apothecia hebben een vrij donker hymenium en een glad, bruinachtig receptaculum. De sporen meten 5-6,8 × 1,2-1,8 μm.

## Verspreiding
De sombere mollisia komt voor in Europa. In Nederland komt de soort zeldzaam voor.